# Frankrig ved sommer-OL 1928
Frankrig deltog i Sommer-OL 1928 i Amsterdam. 255 sportsudøvere, 219 mænd og 36 kvinder fra  Frankrig deltog i 17 sportsgrene under Sommer-OL 1928 i Amsterdam. Frankrig kom på en syvende plads med seks guld-, ti sølv- og fem bronzemedaljer. Atletikudøveren Pierre Lewden var Frankrigs flagbærer under åbningsceremonien.

## Medaljer
| 1928 Amsterdam | Guld | Sølv | Bronze | Total |
| Frankrig       | 6    | 10   | 5      | 21    |

## Medaljevindere
| Frankrig under OL 1928 i Amsterdam | Frankrig under OL 1928 i Amsterdam | Frankrig under OL 1928 i Amsterdam | Frankrig under OL 1928 i Amsterdam | Frankrig under OL 1928 i Amsterdam |
| Medaljer                           | Udøver | Sport                              | Øvelse                             | Resultat                           |
| ---------------------------------- | --- | ---------------------------------- | ---------------------------------- | ---------------------------------- |
| Guld                               | Roger Beaufrand | Cykling                            | Sprint                             | 13,2                               |
| Guld                               | Lucien Gaudin | Fægtning                           | Fleuret, mænd                      |                                    |
| Guld                               | Lucien Gaudin | Fægtning                           | Kårde, mænd                        | 8 sejre                            |
| Guld                               | Roger François | Vægtløfting                        | Mellemvægt                         | 335 kg                             |
| Guld                               | Boughera El Ouafi | Atletik                            | Maraton, mænd                      | 2.32.57                            |
| Guld                               | Donatien Bouché Carl de la Sablière André Derrien Virginie Hériot André Lesauvage Jean Lesieur                                              | Sejlsport                          | 8 meter-klassen                    |                                    |
| Sølv                               | Armand Apell | Boksning                           | Fluevægt                           |                                    |
| Sølv                               | Pierre Bertrand de Balanda | Hestesport                         | Ridebanespringning                 | 2                                  |
| Sølv                               | Georges Buchard | Fægtning                           | Kårde, mænd                        | 7 Sejre                            |
| Sølv                               | Louis Hostin | Vægtløfting                        | Letsværvægt                        | 352,5 kg                           |
| Sølv                               | Jules Ladoumegue | Atletik                            | 1500 meter, mænd                   | 3.53,8                             |
| Sølv                               | Charles Marion | Hestesport                         | Dressur                            | 231                                |
| Sølv                               | Charles Pacôme | Brydning                           | Fristil, Letvægt                   |                                    |
| Sølv                               | Armand Marcelle Édouard Marcelle Henri Préaux                                                                                               | Roning                             | To personer med styrmand           | 7.48,4                             |
| Sølv                               | Philippe Cattiau Roger Ducret André Labattut Lucien Gaudin Raymond Flacher André Gaboriaud                                                  | Fægtning                           | Fleuret, mænd                      |                                    |
| Sølv                               | Georges Buchard Gaston Amson Émile Cornic Bernard Schmetz René Barbier                                                                      | Fægtning                           | Kårde , mænd                       |                                    |
| Bronze                             | Fernand Arnout | Vægtløftning                       | Letvægt                            | 302,5 kg                           |
| Bronze                             | Edmond Dame | Brydning                           | Fristil, Letsværvægt               |                                    |
| Bronze                             | Henri Lefèbvre | Brydning                           | Fristil, Letsværvægt               |                                    |
| Bronse                             | Claude Ménard | Atletik                            | Højdespring, mænd                  | 1,91 meter                         |
| Bronse                             | Paul Dujardin Henri Padou Jules Keignaert Emile Bulteel Achille Tribouillet Henri Cuvelier Albert Vandeplancke Ernest Rogez Albert Thévenon | Vandpolo                           | Mænd                               |                                    |

## Links
- http://www.aafla.org/5va/reports_frmst.htm Arkiveret 4. februar 2012 hos  Wayback Machine
- http://www.olympic.org/athletes Arkiveret 29. maj 2013 hos  Wayback Machine